# Vendersgade
Vendersgade er en gade i Indre By, København, som strækker sig mellem Nørre Voldgade og Søtorvet.
Navnet har historisk betydning og er knyttet til den danske konges titel. Tidligere var “den gothers og de venders” en del af kongens betegnelse, hvor Venderne var et folk, der boede langs Østersøkysten.

## Område
Gaden krydser den Nansensgade, Nørre Farimagsgade, Rømersgade, Linnésgade samt Israels Plads. 

## Historie
Før Frederiksborggade blev anlagt som en forbindelse fra Nørreport til Dronning Louises Bro, gik udfaldsvejen, som i dag er Vendersgade, her. Oprindeligt hed gaden Nørrealléen eller Nørreports Allé og var præget af lindetræer, som var plantet i flere rækker langs siderne.